# Brian Boucher
Brian Boucher (* 2. ledna 1977, Woonsocket, Rhode Island, USA) je bývalý americký hokejový brankář. V současnosti spolupracuje se stanicemi NBC SN a NHL Network jako hokejový analytik.

## Kariéra
Boucher byl vybrán v prvním kole draftu NHL 1995 na 22. místě celkově klubem Philadelphia Flyers. Za Flyers začal hrát v sezóně 1999-00, přičemž dělal záložního brankáře Johnu Vanbiesbrouckovi a pomohl zajistit vítězství v atlantické divizi a ve východní konferenci a on sám vedl v základní části statistiku v nejnižším průměru obdržených gólů. V playoff byl jeho tým zastaven až ve finále východní konference. Během playoff zaznamenal několik nezapomenutelných momentů. Například 5 vítězných zápasů v prodloužení v sérii proti Pittsburghu Penguins a rozklek při zákroku proti střele Patrika Eliáše z New Jersey Devils. Ačkoliv ve finále konference už Flyers proti Devils vedli 3:1 na zápasy, tak i přes návrat zraněného Erica Lindrose sérii prohráli 3:4 na zápasy. Během sezóny 2000-01 byl kvůli špatnému startu v sezóně postupně nahrazen v roli prvního brankáře Romanem Čechmánkem.
12. června 2002 byl vyměněn do Phoenixu Coyotes společně s výběrem v draftu za Roberta Escheho a Michala Handzuše. V sezóně 2003-04 překonal rekord moderní NHL v sérii po sobě jdoucích minut ve kterých neinkasoval gól (332 minut). 1. února 2006 byl vyměněn do Calgary Flames společně s Mikem LeClerkem za Stevena Reinprechta a Philippa Sauvé.
Boucher začal sezónu 2006-07 v Chicagu Blackhawks. 27. února 2007 si Bouchera vybral z listiny volných hráčů klub Columbus Blue Jackets. Boucher dorazil ke klubu jen pár hodin před zápasem s Coloradem Avalanche a musel chytat v dresu Tye Conklina s číslem 35.
23. července 2007 podepsal smlouvu s klubem v nižší severoamerické lize AHL s klubem Philadelphia Phantoms a hrál za ně většinu sezóny 2007-08, před tím než 26. února 2008 podepsal smlouvu se San José Sharks. 25. června 2008 podepsal se Sharks prodloužení smlouvy o jeden rok na 650 000 USD (asi 13 000 000 kč). Sezónu 2008-09 začal dvěma po sobě vychytanými čistými konty.
1. července 2009 se Boucher dohodl na smlouvě s Philadelphií Flyers, kde s ním počítali jako se stabilním zkušeným záložním brankářem Raye Emeryho. Když se v polovině sezóny Emery zranil, tak Boucher předváděl průměrné výkony a poté, co si zranil ruku, tak byl nahrazen třetím brankářem Michaelem Leightonem. Leighton v nepřítomnosti Bouchera vynikal a po jeho návratu se stal Boucher pouze jeho zástupcem a po návratu Emeryho třetím brankářem v celkovém pořadí Flyers. Nicméně se Emery brzy opět zranil a Boucher se tak stal kvalitní zálohou pro prvního brankáře Leightna v playoff 2010, ve kterém se Flyers dostali až do finále Stanley Cupu, kde vypadli s Chicagem Blackhawks. V dalších sezónách šel výkonnostně dolů a v roce 2013 odešel chytat do Evropy, kde nastupoval ve švýcarské NL A za tým EV Zug. Po této sezóně odešel z profesionálního hokeje.

## Úspěchy

### Individuální úspěchy
- 2. All-Star Team WHL (West) – 1995/96
- ALL-Star Team na MSJ – 1997
- 3. All-Star Team CHL – 1996/97
- 1. All-Star Team WHL (West) – 1996/97
- Del Wilson Trophy – 1996/97
- NHL All-Rookie Team – 1999/00

### Týmové úspěchy
- Stříbrná medaile na MSJ – 1997
- Calder Cup – 1997/98
- Prince of Wales Trophy – 2009/10

## Statistiky

### Statistiky v základní části
| 1997-98                | Philadelphia Phantoms | AHL         | 34  | 3.19 | 88,8 | 16  | 12  | 101 | 800  | 0  | 1901   |
| 1998-99                | Philadelphia Phantoms | AHL         | 36  | 2.59 | 91,1 | 20  | 8   | 89  | 906  | 2  | 2061   |
| 1999-00                | Philadelphia Flyers   | NHL         | 35  | 1.91 | 91,8 | 20  | 10  | 65  | 725  | 4  | 2038   |
| 1999-00                | Philadelphia Phantoms | AHL         | 1   | 2.77 | 90,3 | 0   | 0   | 3   | 28   | 0  | 65     |
| 2000-01                | Philadelphia Flyers   | NHL         | 27  | 3.27 | 87,6 | 8   | 12  | 80  | 564  | 1  | 1470   |
| 2001-02                | Philadelphia Flyers   | NHL         | 41  | 2.41 | 90,5 | 18  | 16  | 92  | 880  | 2  | 2295   |
| 2002-03                | Phoenix Coyotes       | NHL         | 45  | 3.02 | 89,4 | 15  | 20  | 128 | 1082 | 0  | 2544   |
| 2003-04                | Phoenix Coyotes       | NHL         | 40  | 2.74 | 90,6 | 10  | 19  | 108 | 1042 | 5  | 2364   |
| 2005-06                | Phoenix Coyotes       | NHL         | 11  | 3.87 | 87,7 | 3   | 6   | 33  | 235  | 0  | 512    |
| 2005-06                | San Antonio Rampage   | AHL         | 6   | 1.39 | 95,0 | 2   | 3   | 8   | 153  | 1  | 345    |
| 2005-06                | Calgary Flames        | NHL         | 3   | 4.95 | 85,4 | 1   | 2   | 15  | 88   | 0  | 182    |
| 2006-07                | Chicago Blackhawks    | NHL         | 15  | 3.27 | 88,4 | 1   | 10  | 45  | 344  | 1  | 827    |
| 2006-07                | Columbus Blue Jackets | NHL         | 3   | 3.80 | 86,6 | 1   | 1   | 9   | 58   | 0  | 142    |
| 2007-08                | San Jose Sharks       | NHL         | 5   | 1.77 | 93,2 | 3   | 1   | 7   | 96   | 1  | 238    |
| 2007-08                | Philadelphia Phantoms | AHL         | 42  | 2.47 | 91,7 | 23  | 16  | 94  | 1039 | 4  | 2288   |
| 2008-09                | San Jose Sharks       | NHL         | 22  | 2.18 | 91,7 | 12  | 6   | 47  | 516  | 2  | 1291   |
| 2009-10                | Philadelphia Flyers   | NHL         | 33  | 2.76 | 89,9 | 9   | 18  | 80  | 716  | 1  | 1742   |
| 2009-10                | Adirondack Phantoms   | AHL         | 1   | 2.00 | 93,5 | 1   | 0   | 2   | 29   | 0  | 60     |
| 2010-11                | Philadelphia Flyers   | NHL         | 34  | 2.42 | 91,6 | 18  | 10  | 76  | 826  | 0  | 1884   |
| 2011-12                | Carolina Hurricanes   | NHL         | 10  | 3.41 | 88,1 | 1   | 6   | 31  | 229  | 0  | 546    |
| 2012-13                | Philadelphia Flyers   | NHL         | 4   | 2.50 | 89,1 | 0   | 2   | 6   | 49   | 0  | 144    |
| 2012-13                | Adirondack Phantoms   | AHL         | 16  | 2.57 | 90,5 | 6   | 8   | 39  | 370  | 0  | 910    |
| 2013-14                | EV Zug                | NL A        | 5   | 2.72 | 92,5 | --  | --  | 14  | 173  | 0  | 309    |
| NHL celkově            | NHL celkově           | NHL celkově | 328 | 2.71 | 90,1 | 120 | 139 | 822 | 7450 | 17 | 18 219 |
| AHL celkově            | AHL celkově           | AHL celkově | 136 | 2.64 | 90,8 | 68  | 47  | 336 | 3325 | 7  | 7630   |
| Konec hokejové kariéry |                       |             |     |      |      |     |     |     |      |    |        |

### Statistiky v play off
| 1997-98     | Philadelphia Phantoms | AHL         | 2  | 1.95 | 94,4 | 0  | 0  | 1  | 17  | 0 | 31   |
| 1998-99     | Philadelphia Phantoms | AHL         | 16 | 2.85 | 90,6 | 9  | 7  | 45 | 435 | 0 | 947  |
| 1999-00     | Philadelphia Flyers   | NHL         | 18 | 2.03 | 91,7 | 11 | 7  | 40 | 444 | 1 | 1183 |
| 2000-01     | Philadelphia Flyers   | NHL         | 1  | 4.87 | 82,4 | 0  | 0  | 3  | 14  | 0 | 37   |
| 2001-02     | Philadelphia Flyers   | NHL         | 2  | 1.36 | 93,9 | 0  | 1  | 2  | 31  | 0 | 88   |
| 2007-08     | San Jose Sharks       | NHL         | 1  | 0.00 | 000  | 0  | 0  | 0  | 0   | 0 | 2    |
| 2009-10     | Philadelphia Flyers   | NHL         | 12 | 2.47 | 90,9 | 6  | 6  | 27 | 271 | 1 | 655  |
| 2010-11     | Philadelphia Flyers   | NHL         | 9  | 3.13 | 90,4 | 4  | 4  | 22 | 207 | 0 | 422  |
| NHL celkově | NHL celkově           | NHL celkově | 43 | 2.36 | 91,1 | 21 | 18 | 94 | 967 | 2 | 2387 |
| AHL celkově | AHL celkově           | AHL celkově | 18 | 2.82 | 90,8 | 9  | 7  | 46 | 452 | 0 | 978  |